# Tiroidite
La tiroidite è un'infiammazione della tiroide. La ghiandola tiroidea si trova sulla parte anteriore del collo, sotto la prominenza laringea; la sua funzione produrre ormoni che controllano il metabolismo.

## Epidemiologia
La tiroidite di riscontra nelle donne con una probabilità da tre a cinque volte maggiore rispetto agli uomini. L'età media di esordio è compresa tra i trenta ed i cinquanta anni. Questa malattia tende ad essere geografica e stagionale ed è più comune in estate e in autunno.

## Segni e sintomi
Esistono molti segni e sintomi diversi che caratterizzano la tiroidite, nessuno dei quali è però esclusivo di questa condizione. Molti dei segni imitano i sintomi di altre patologie, comportando talvolta difficoltà nella formulazione di una diagnosi. I sintomi più comuni dell'ipotiroidismo si manifestano quando il danno alle cellule della tiroide risulta essere lento e cronico; questi possono comprendere affaticamento, aumento di peso, sensazione di "testa confusa", depressione, pelle secca e stitichezza. Altri sintomi più rari includono gonfiore delle gambe, dolori vaghi, diminuzione della concentrazione e così via. Quando le condizioni diventano più gravi, a seconda del tipo di tiroidite, si può notare gonfiore intorno agli occhi, rallentamento della frequenza cardiaca, calo della temperatura corporea o addirittura insufficienza cardiaca incipiente. All'opposto, se il danno alle cellule tiroidee è acuto, l’ormone tiroideo all'interno della ghiandola si riversa nel flusso sanguigno causando sintomi di tireotossicosi, simili a quelli che si riscontrano nell'ipertiroidismo, tra cui perdita di peso, irritabilità, ansia, insonnia, battito cardiaco accelerato e affaticamento. Livelli elevati di ormone tiroideo nel sangue causano entrambe le condizioni, ma tireotossicosi è il termine usato in associazione con la tiroidite poiché la ghiandola tiroidea non è iperattiva, come nel caso dell’ipertiroidismo.

## Eziologia

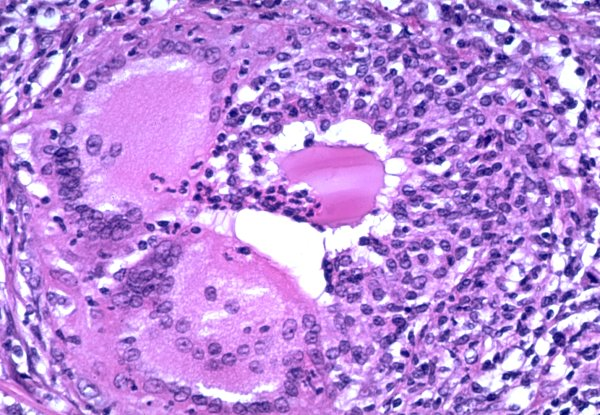
Immagine ottenuta tramite microscopio che mostra un tessuto tiroideo infiammato

La tiroidite è nella maggior parte dei casi causata da un malfunzionamento del proprio sistema immunitario che attacca la tiroide, con conseguente infiammazione e danno alle cellule tiroidee. Questa patologia è spesso associata a una malattia sistemica IgG4-correlata in cui si riscontrano anche sintomi di pancreatite autoimmune, fibrosi retroperitoneale e aortite non infettiva. Questo è anche il caso della tiroidite di Riedel, un'infiammazione in cui il tessuto tiroideo viene sostituito da tessuto fibroso che può estendersi alle strutture vicine. Gli anticorpi che attaccano la tiroide sono la causa della maggior parte dei tipi di tiroidite. Tuttavia, può anche essere causata da un'infezione da virus o da batterio, che provoca l'infiammazione delle ghiandole, come nel caso della tiroidite granulomatosa subacuta (di Quervain). Alcune persone producono anticorpi tiroidei e la tiroidite può essere considerata una malattia autoimmune, perché il corpo agisce come se la ghiandola tiroidea fosse un corpo estraneo. Alcuni farmaci, come l'interferone, il litio, l'amiodarone e alcuni anticorpi monoclonali possono anche causare tiroidite.

## Diagnosi
Il modo più comune per diagnosticare la tiroidite è innanzitutto la palpazione dell ghiandola tiroidea durante l'esame clinico. Gli esami di laboratorio consentono ai medici di valutare se il paziente presenta elevati tassi di sedimentazione eritrocitaria e elevati livelli di tireoglobulina. Gli esami del sangue aiutano anche a determinare il tipo di tiroidite e capire quanto ormone stimolante la tiroide produce l’ipofisi e quali anticorpi sono presenti nel corpo. La scintigrafia tiroidea di solito evidenzia uptake del pertecnetato ridotto e disomogeneo, sebbene nella tiroidite di Hashimoto, nella fase ipertiroidea, si possa osservare un generalizzato iperaccumulo del tracciante.

### Classificazione
Vi sono diverse forme, tra cui:
- tiroidite cronica linfatica, detta anche Tiroidite di Hashimoto (la forma più comune negli USA).
- tiroidite post-partum
- tiroidite acuta (purulenta),
- tiroidite subacuta, detta anche tiroidite di De Quervain,
- tiroidite lignea, detta anche tiroidite di Riedel,
- tiroidite indotta da farmaci, tiroidite indotta da radiazioni

## Trattamento
I trattamenti per questa malattia dipendono dal tipo di tiroidite diagnosticato. Per il tipo più comune, noto come tiroidite di Hashimoto, il trattamento consiste nell'iniziare immediatamente la sostituzione ormonale. Ciò previene o corregge l’ipotiroidismo e generalmente impedisce alla ghiandola di ingrandirsi. Tuttavia, la tiroidite di Hashimoto può inizialmente presentarsi con un rilascio eccessivo di ormone tiroideo dalla ghiandola tiroidea (ipertiroide) e, in questo caso, il paziente può aver bisogno solo di riposo e l'assunzione di farmaci antinfiammatori non steroidei sebbene alcuni necessitino di steroidi per ridurre l’infiammazione e controllare le palpitazioni. Inoltre, i medici possono prescrivere beta-bloccanti per abbassare la frequenza cardiaca e ridurre i tremori, fino alla risoluzione del periodo iniziale di ipertiroidismo.